# Armenak Erevanian
Armenak Erevanian (in Frankreich auch Armand Erevanian; * 15. März 1915 in Adana; † 14. Oktober 1996 in Saint-Étienne) war ein armenisch-französischer Fußballtorwart.

## Karriere
Erevanian wurde 1915 in der südlichen Türkei als Angehöriger der armenischen Minderheit geboren, musste aber kurz darauf mit seinen Eltern vor dem Völkermord an den Armeniern fliehen. Er wuchs in Frankreich auf und begann 1927 im Kindesalter bei der UGA Ardziv, einem Klub der armenischen Diaspora, mit dem Fußballspielen. 1933 wurde der damals 18-Jährige von dem unter Profibedingungen antretenden Erstligisten Olympique Marseille verpflichtet. Bei diesem war der Spieler, der am 10. April 1934 die französische Staatsbürgerschaft erwarb, zunächst als Ersatztorwart hinter Laurent Di Lorto vorgesehen. Nach mehr als zwei Spielzeiten ohne Einsatz gab er am 8. Dezember 1935 gegen die AS Cannes sein Erstligadebüt und blieb bei dem 3:0-Sieg ohne Gegentor. Während der Hinrunde der Spielzeit 1936/37 besetzte er mehrfach den Platz zwischen den Pfosten, und auch wenn er in der Rückrunde nicht mehr aufgeboten wurde – im Tor stand wieder regelmäßig Jaguaré Vasconcelos –, zählte er damit zu der Mannschaft, die die französische Meisterschaft 1937 gewann. Im selben Jahr kehrte er Marseille den Rücken und absolvierte anschließend seinen Militärdienst.
Ab 1938 stand er im Kader des Erstligisten RC Lens und erlebte ein Jahr später den Beginn des Zweiten Weltkriegs sowie die darauf folgende Einstellung des offiziellen Spielbetriebs. Anders als viele Teamkameraden konnte er seine Laufbahn fortsetzen und an der inoffiziell weiterhin stattfindenden Austragung der Meisterschaft teilnehmen. 1940 wechselte er zum FC Sète und 1942 verpflichtete ihn der CO Perpignan, der allerdings im Amateurbereich antrat. In der Spielzeit 1944/45 lief er für die ÉF Clermont-Auvergne auf, die als Ersatz für die in dieser Saison nicht zugelassenen Vereinsmannschaften an der ersten Liga teilnahm. Als 1945 der reguläre Spielbetrieb wieder aufgenommen wurde, stand er im Kader der US du Mans, die unter Amateurbedingungen spielte. 1946 beendete er mit 31 Jahren seine Laufbahn.